# Анкус

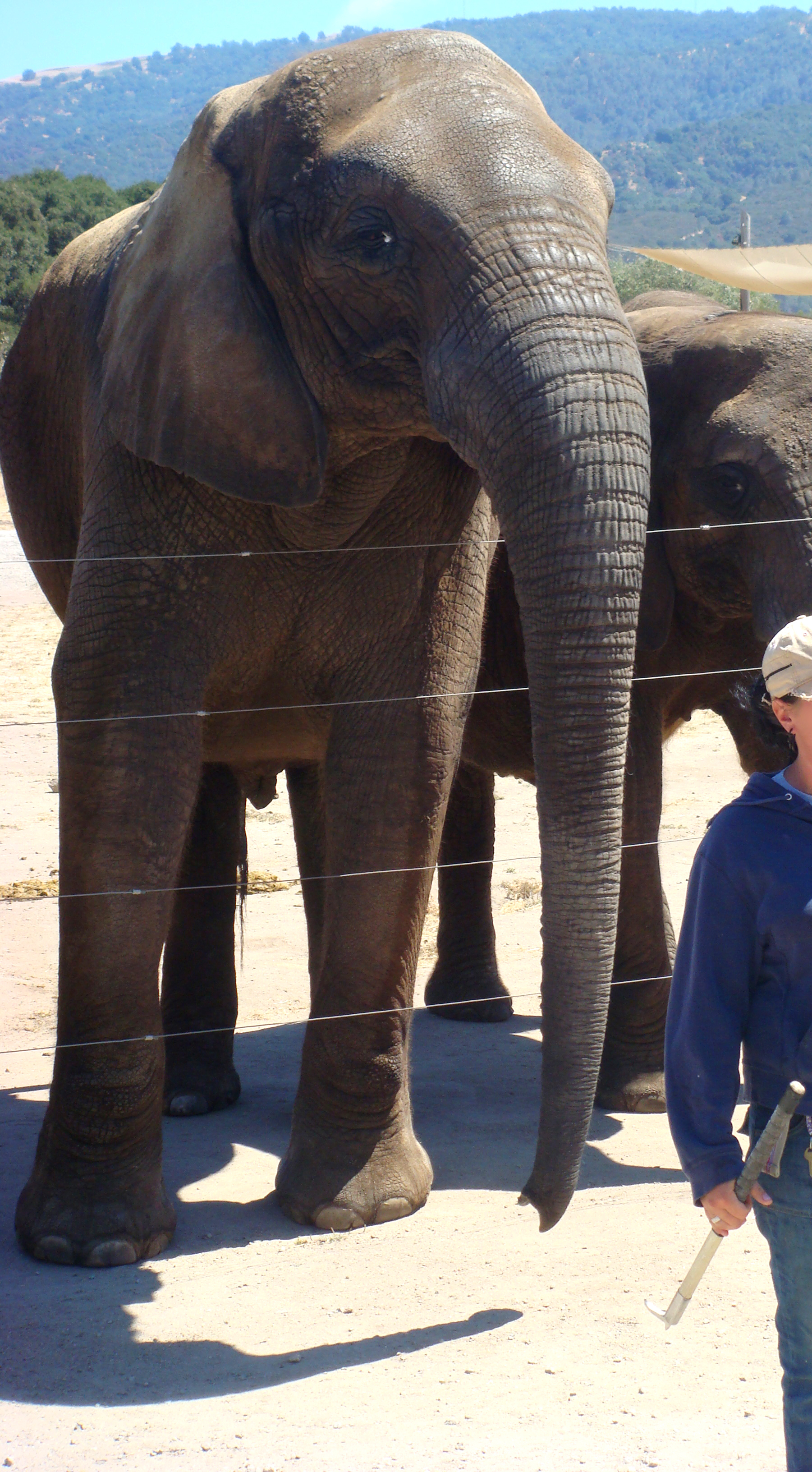
Азійські слони в Каліфорнійському заповіднику і погонич з сучасним аналогом анкуса в руках

Анкус, або анкуша (англ. elephant goad, bullhook, санскр. अंकुश aṅkuśa IAST), штрикало — це інструмент, який використовує магут при обробці та навчанні слонів, а також інструмент дресирувальника і погонича слона. Являє собою короткий спис з товстою рукояткою і багром. Він складається з гачка (зазвичай бронзовим або сталевим), який кріпиться до ручки довжиною 60-90 см з конічним кінцем.

## Застосування
Гак використовували для точкових уколів в районі шкіри голови, таким чином, за допомогою больових відчуттів, керуючи напрямком і швидкістю руху слона.
Барельєф в селі Санчі і фреска в печерах Аджанти зображують екіпаж з трьох чоловік на бойовому слоні. Погонича з анкусом, елітного воїна, що сидить за погоничем, і ще одного воїна, який сидить позаду. 
Носса і Деніс (2008: Додати с. 16) вказують:
|  | Анкус, загострене штрикало з гострим гаком, є основним інструментом керування слоном. Вперше анкус з'явився в Індії в 6-5 сторіччі до.н.е. і з того часу використовується повсюди, де слони служили людині. Оригінальний текст (англ.) [An ankusha, a sharpened goad with a pointed hook, was the main tool for managing an elephant. The ankusha first appeared in India in the 6th-5th century BC and has been used ever since, not only there, but wherever elephants served man.] Помилка: {{Lang}}: текст вже має курсивний шрифт (допомога) |

## Конструкція

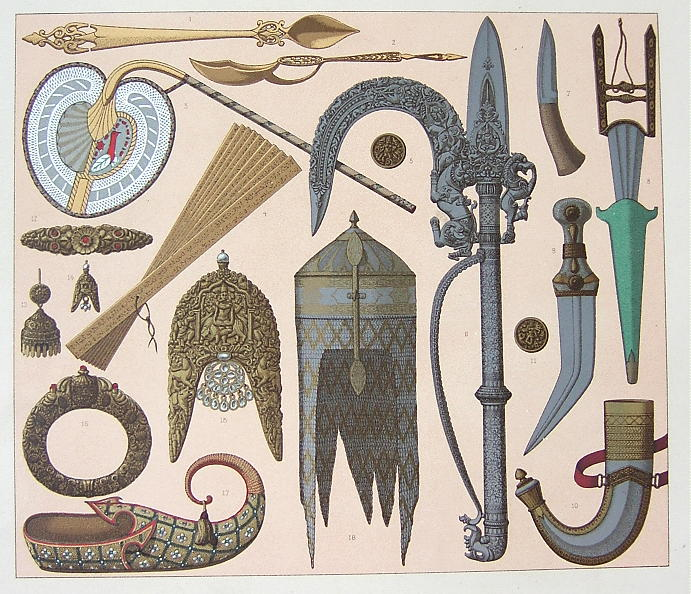
Індійська зброя та аксесуари, праворуч видно по-багатому прикрашений анкус

У стародавніх анкусів ручка може бути зроблена з будь-якої доступної на той час речовини, зазвичай з дерева або слонової кістки, в залежності від соціального статусу власника. Сучасні інструменти погоничів, які дуже нагадують анкус, зроблені з різних матеріалів — фібергласу, пластику, металу, дерева та інших.
Анкуси знаходять в стародавніх збройових і храмах по всій Індії, де для будь-якої цілі використовувалися слони (у військових, робочих і релігійних цілях). Дуже часто вони добре оформлені, мають орнаменти різної складності, малюнки, прикрашені дорогоцінним камінням. Найбільш по-багатому прикрашені екземпляри використовувалися в церемоніальних цілях.

## В літературі

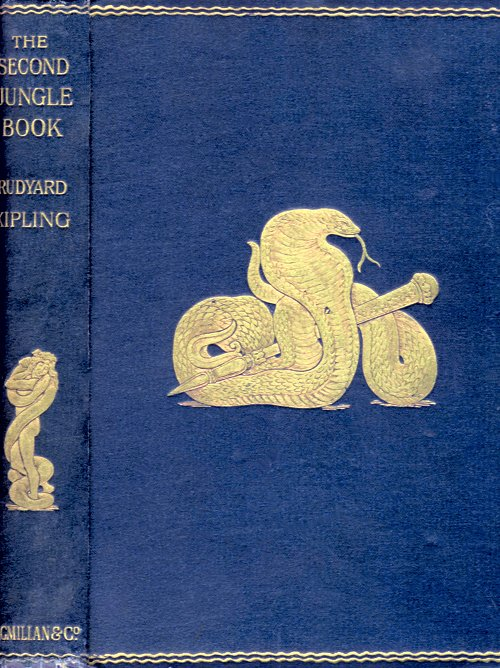
Біла кобра згорнута навколо королівського анкуса на обкладинці «Другої Книги Джунглів». Видання 1894 року

У Другій Книзі Джунглів Редьярда Кіплінга Мауглі знаходить по-багатому прикрашений анкус королівського погонича слонів в скарбниці покинутого міста. Не усвідомлюючи цінності цієї речі, він відбирає її у берегині печери — білої кобри, а потім залишає в джунглях, що веде до ланцюга вбивств людей, які знайшли його. Слідуючи за вбивцями і жертвами, він знаходить останніх жертв анкуса, які вбили один одного, і повертає коштовність охоронниці скарбниці.

## Іконографія

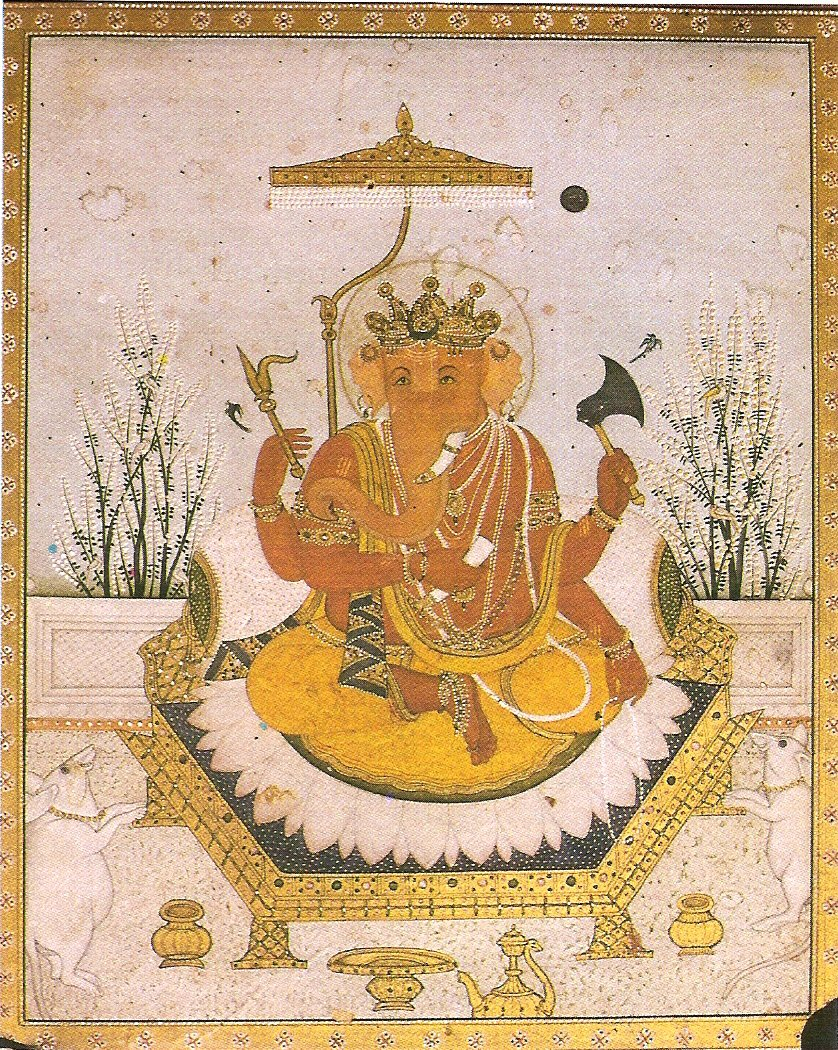
Індійський бог Ганеша тримає в одній зі своїх лівих рук сокиру, а в іншій з правих — анкус

Слон фігурує в культурах багатьох народів по всьому світу. В азійських культурах слон є символом мудрості і розважливості, як і китоподібні і гомініди Аристотель одного разу сказав, що слон: «тварина, яка вище всіх за своїм розумом і мудрістю». Назва слона в багатьох європейських мовах походить від грецького ἐλέφας, що означає «слонова кістка» або «слон».
В іконографії і церемоніальних ритуальних інструментах анкус часто представлений як інструмент, який поєднує в собі риси іншої ритуальної зброї, наприклад пхурби (тиб. gri-gug, санскр. kartika), ваджри і сокири. Ритуальні анкуси оформлялися карбованими пластинами з дорогоцінних металів і зазвичай виготовлялися зі слонової кістки, прикрашалися дорогоцінним камінням. У дхармічних традиціях штрикало і ласо є символами підпорядкування.

## Індуїзм
В індуїзмі, а також деяких інших релігіях Індостану, анкус є одним з восьми предметів, відомих як Аштамангала. Анкус є і незмінним атрибутом різних індуїстських богів, включаючи Ганешу.

## Буддизм
Алан Воллес і Даніель Гоулман (2006: с. 79) обговорюють поняття шаматха, пов'язане з поняттями усвідомлення і інтроспекції і пов'язують їх з метапізнанням.